# 山猫 (映画)
『山猫』（やまねこ、イタリア語: Il gattopardo / フランス語: Le Guépard ）は、1963年公開のイタリア・フランス合作映画である。監督はルキノ・ヴィスコンティ。カラー、スコープサイズ（スーパーテクニラマ70、2.20：1または2.35：1）、187分。
イタリア貴族の末裔であるジュゼッペ・ランペドゥーサが自身の体験を基に描いた『山猫』、彼唯一の長編小説を映画化した作品で、映画では全8章のうち第6章までを取り上げている。ヴィスコンティが初めてイタリアの貴族社会を取り上げた作品でもあり、後の作品に続く転機となった。また自身の血統であるイタリア貴族とその没落を描いた意味で、「ヴィスコンティが唯一自身を語った作品」と評された。
第16回カンヌ国際映画祭ではパルム・ドールを受賞し、国際的な評価を確立した。しかし、20世紀フォックスから「長すぎる」とのクレームを受け、シドニー・ポラック監修で161分の「英語国際版」が作成され、世界各国で主に短縮版が公開された（日本でも1964年1月に国際版が公開）が、ヴィスコンティ没後の1981年に、イタリア語オリジナル版（185分）が公開された（日本では当時の岩波ホールで同年12月に上映）。オリジナル・ネガは保存状態が悪かったため経年劣化を起こし、国際公開版よりも退色が目立つようになった。イタリア政府により修復され、本作の撮影監督ジュゼッペ・ロトゥンノの監修により、40周年を期し『山猫―イタリア語・完全復元版』（187分）を2003年に完成させた。この修復版は2004年秋に日本でも公開された。

## あらすじ
19世紀半ば、イタリア統一戦争のさなかのシチリア島。13世紀から続くシチリアの名家の当主でサリーナ公爵であるファブリツィオは、家族とともにパレルモの近郊の屋敷で貴族としての伝統を守りながら暮らしていた。ガリバルディの赤シャツ隊がシチリアに上陸すると、ファブリツィオが目をかけていた甥のタンクレーディは新しい時代の波に乗るべくガリバルディの軍に合流する。シチリアからブルボン王朝が撤退し、その機を見て資産をたくわえ、勢力を身につけた市長セダーラの姿を、ファブリツィオは冷ややかに見つめていた。そんななか、セダーラの美貌の娘・アンジェリカにタンクレーディが恋をする。タンクレーディに思いを寄せる娘コンチェッタをよそに、ファブリツィオは2人の結婚の仲人を引き受ける。
やがて、ガリバルディの軍も解散し、新しい国王の政権が始まる。タンクレーディははやばやとガリバルディの軍を離れ、政府軍に合流していた。中央から役人が訪れ、爵位も科学的な業績もあり人格者であるファブリツィオを新しい政府の貴族院議員に推したいと申し出る。ファブリツィオは、古いしがらみの中でしか生きられない自分にはできないと断る。悲惨なシチリアの現状を変えなくても良いのかとさらに懇願されるが、「シチリアは変化を望まない、眠りにつきたがっているのだ」と固辞し、代わりにセダーラを推薦する。
近隣の公爵の屋敷で大規模な舞踏会が始まった。豪華絢爛たる屋敷に数多くの貴族、新しい国家の将校たちが集い、タンクレーディとアンジェリカの結婚を祝福した。宴もたけなわになったころ、アンジェリカがファブリツィオにダンスの相手をして欲しいと申し出る。かつて舞踏の名手として名を馳せたファブリツィオと、美しいアンジェリカのダンスに、居合わせた人々は目を奪われた。
舞踏会が終わった明け方、ファブリツィオは家族を馬車で帰らせ、一人街を歩く。ファブリツィオは空の金星に向かって跪き、「いつになれば永遠の世界で会えるのか」と語り掛け、路地に消える。

## キャスト
| 役名                                 | 俳優                         | 日本語吹替 | 日本語吹替                                                                                     |
| 役名                                 | 俳優                         | NETテレビ版 | テレビ朝日版                                                                                   |
| ------------------------------------ | ---------------------------- | --- | ---------------------------------------------------------------------------------------------- |
| ドン・ファブリツィオ（サリーナ公爵） | バート・ランカスター         | 久松保夫 | 有川博                                                                                         |
| アンジェリカ・セダーラ               | クラウディア・カルディナーレ | 小原乃梨子 | 山田栄子                                                                                       |
| タンクレディ                         | アラン・ドロン               | 堀勝之祐 | 井上和彦                                                                                       |
| ドン・カロージェロ・セダーラ         | パオロ・ストッパ             | 大宮悌二 | 大宮悌二                                                                                       |
| マリア・ステラ（サリーナ公爵夫人）   | リナ・モレリ                 | 加藤道子 | 京田尚子                                                                                       |
| ピローネ神父                         | ロモロ・ヴァリ               | 宮川洋一 | 仲木隆司                                                                                       |
| チッチョ                             | セルジュ・レジアニ           | 細井重之 | 青野武                                                                                         |
| カヴリアーギ伯爵                     | マリオ・ジロッティ           | 山田康雄 | 大塚芳忠                                                                                       |
| パラヴィチーノ大佐                   | イヴォ・ガラーニ             | 木村幌 | 筈見純                                                                                         |
| コンチェッタ                         | ルチッラ・モルラッキ         | 山崎左度子 |                                                                                                |
| ガルバルディ軍将軍                   | ジュリアーノ・ジェンマ       | 原田一夫 | 江原正士                                                                                       |
| カロリーナ                           | アイダ・ガリ                 | 沢田敏子 |                                                                                                |
| カテリーナ                           | オッタヴィア・ピッコロ       | 浅井淑子 |                                                                                                |
| ドンナ・マルゲリータ                 | ローラ・ブラッチーニ         | 川路夏子 | 沼波輝枝                                                                                       |
| ドン・ディエゴ                       | ハワード・ネルソン・ルビエン | 千葉順二 |                                                                                                |
| その他                               | N/A                          | 吉沢久嘉 西川幾雄 槐柳二 国坂伸 中島喜美栄 谷口真由美 野本礼三 近藤高子 立壁和也 上田敏也 村松康雄 北見順子 加藤修 木原規之 | 高瀬淑子 菊池正美 西川幾雄 達依久子 堀越真己 岡のりこ 高乃麗 牛山茂 林優子 石井敏郎 佐直千恵子 |
| 日本語版スタッフ                     |                              | |                                                                                                |
| 演出                                 | 演出                         | 有村昌記 | 田島荘三                                                                                       |
| 翻訳                                 | 翻訳                         | 上田公子 | 入江敦子                                                                                       |
| 調整                                 | 調整                         | 遠矢征男 | 近藤勝之                                                                                       |
| 効果                                 | 効果                         | サウンドハーモニー | VOX                                                                                            |
| 制作                                 | 制作                         | 有村放送プロモーション | コスモプロモーション                                                                           |
| 解説                                 | 解説                         | 淀川長治 | 岡本麻弥                                                                                       |
| 初回放送                             | 初回放送                     | 1971年9月26日 『日曜洋画劇場』 21:00〜23:26                                                                                 | 1988年9月17日・24日 『ウィークエンドシアター』 ※合計正味161分                                  |

※2016年8月26日発売の『山猫 4K修復版ブルーレイ』には、NETテレビ版が収録（初回尺は現存せず、再放送時に短縮された音源。約90分）。テレビ朝日版は容量の関係で未収録。

## スタッフ
- 監督：ルキノ・ヴィスコンティ
- 製作：ゴッフレード・ロンバルド
- 原作：ジュゼッペ・トマージ・ディ・ランペドゥーサ
- 脚本：ルキーノ・ヴィスコンティ、スーゾ・チェッキ・ダミーコ、エンリコ・メディオーリ（イタリア語版）、パスクァーレ・フェスタ・カンパニーレ、マッシモ・フランチオーザ
- 音楽：ニーノ・ロータ、ジュゼッペ・ヴェルディ（ピアノのための『ワルツへ長調』を編曲）
- 指揮：フランコ・フェラーラ
- 演奏：サンタ・チェチーリア国立アカデミー管弦楽団
- 撮影：ジュゼッペ・ロトゥンノ
- 編集：マリオ・セランドレイ
- 配給：ティタヌス

## エピソード
第6章の舞踏会の場面が全編のおよそ3分の1を占める。同シーンに貴族の役で登場している多数のエキストラたちは、3分の1が実際のシチリア貴族の末裔たちである。また、スタンリー・キューブリック監督の『バリー・リンドン』などと同様、人工の光源を排除して自然光のみで撮影されている。室内での撮影で不足した光量を補うため、多数の蝋燭が点火されたが、そのためにセット内は蒸し風呂のような暑さとなった。劇中でキャストがしきりに扇を仰いでいたり、汗に濡れていたりするのは演技ではない。また衣装など小道具も、可能な限り当時の製法で復元された。
本編中のバート・ランカスターやアラン・ドロン等招聘された外国人俳優のイタリア語は吹き替えである事が2016年10月10日深夜（10月11日早朝）に初回放送された『旅するイタリア語』内で明らかにされた。
『若者のすべて』以来、プライベートでも親密な関係だったアラン・ドロンとヴィスコンティは本作以降、絶縁状態になった。バート・ランカスターよりギャラが安いのを不満に思ったドロンが、ヴィスコンティにギャラアップを迫ったのが原因であると言われている。
ニーノ・ロータによるテーマ曲の原曲は、ロータが本作の数年前に作曲した交響曲『青春の主題による変奏』で、ヴィスコンティが「これがいい!」と大いに気に入ったことから使用されることとなった。